# Charops aditya
Charops aditya är en stekelart som beskrevs av Gupta och Maheshwary 1971. Charops aditya ingår i släktet Charops och familjen brokparasitsteklar. Inga underarter finns listade i Catalogue of Life.